# Wickmanska gården

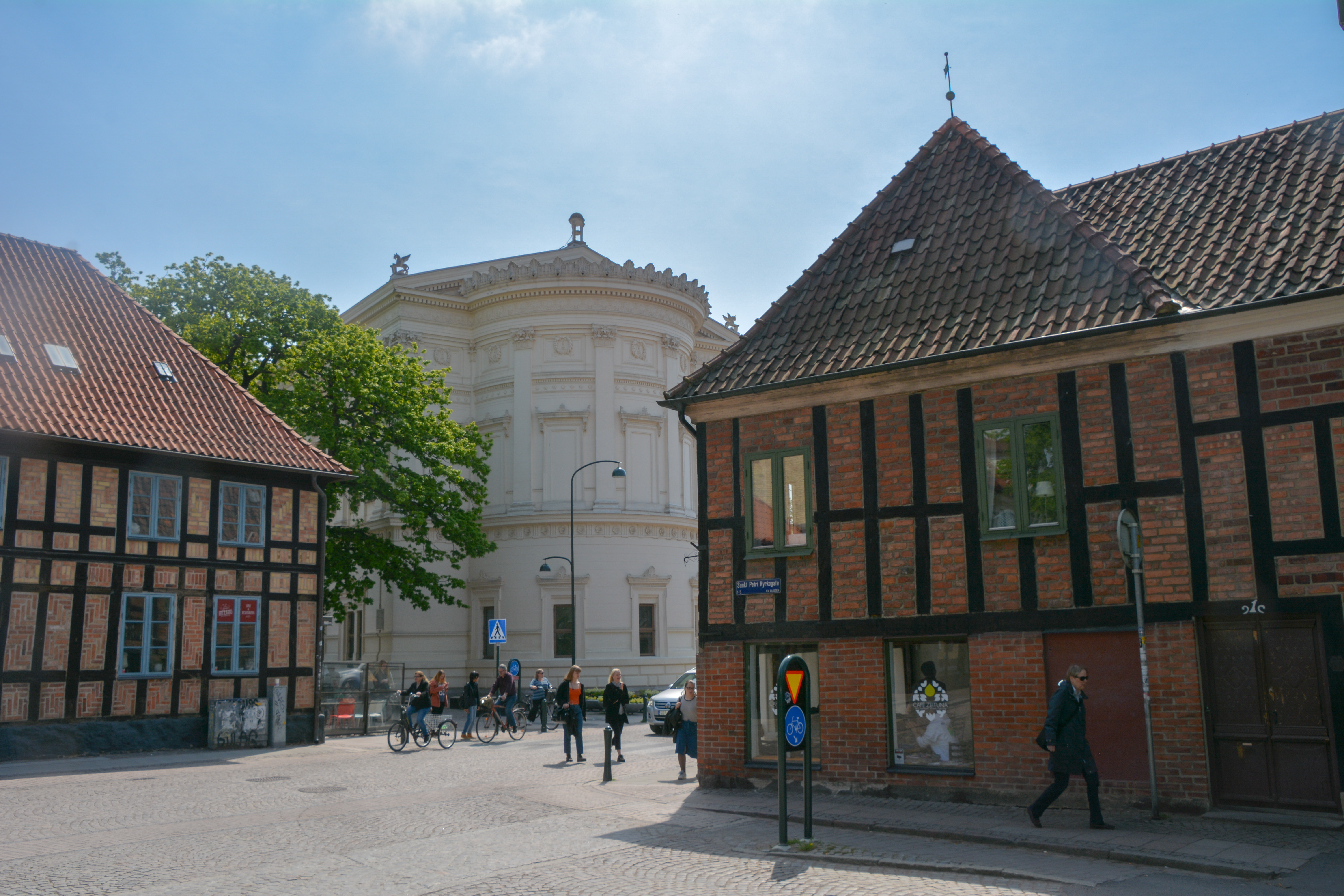
Hörnet Bredgatan-Sankt Petri kyrkogata

Wickmanska gården är en gård vid Bredgatan/Paradisgatan i centrala Lund. Gården utgör den bäst bevarade köpmansgården från 1700-talet i Lund. Omkring den stensatta innergården finns ett antal korsvirkeshus. Huvudbyggnaden uppfördes 1788 och kan ses som en välbeställd köpmans ansikte utåt. 
Gården var fram till 2002 ett av de äldsta och mest välbevarade husen i Lund. Husets äldsta delar härstammade från 1700-talet och det var Sveriges äldsta köpmannahus ännu i funktion som affärshus.
Den 2 augusti 2002 brann dock gården ned och totalförstördes i stort sett. Branden orsakades av en hyresgäst i huset som i förvirrat tillstånd satte fyr på hela byggnaden.
Efter diskussioner med försäkringsbolagen och kommunen återuppbyggdes huset igen i samma stil som det gamla, med korsvirke och rå tegelfasad. Några förändringar gjordes dock; bland annat höjdes takhöjden med en halv meter jämfört med det ursprungliga huset. Bottenvåningen, som klarade sig i branden, har fått behålla sin karaktär.
Idag inrymmer Wickmanska gården bland annat en restaurang.